# .sb
.sb je internetová národní doména nejvyššího řádu pro Šalomounovy ostrovy. Registrační služby zajišťuje Solomon Islands Network Information Center, zahraniční registrace zajišťuje TPP Internet.

## Domény druhé úrovně
- com.sb
- net.sb
- edu.sb
- org.sb
- gov.sb